# Antonio Aldini
Graf Antonio Aldini (* 27. Dezember 1755 in Bologna; † 5. Oktober 1826 in Pavia) war ein italienischer Politiker zur Zeit der Napoleonischen Kriege. Er war 1801 Vorsitzender des Staatsrates der Italienischen Republik und von 1805 bis zum Sturz Napoleons Minister des Inneren. Als solcher verfügte er auf Anweisung Napoleons im Mai 1809 die Auflösung des Restkirchenstaats.

## Werdegang
Aldini wurde ein Jahr nach dem Ende seines Studiums der Rechte an der Universität Bologna 1773, an diese berufen: Zuerst als Lehrer des Naturrechts, später für das Zivilrecht und 1786 schließlich für das Öffentliche Recht, während dieser Zeit war zugleich als Strafverteidiger tätig. Seine letztlich erfolglose Verteidigung der führenden Verschwörer Giovanni Battista De Rolandis und Luigi Zamboni eines gescheiterten jakobinischen Umsturzversuches 1796 machten ihn in diesen Kreisen populär, was dazu führte, dass er nach Eintreffen der französischen Truppen im Juni 1796 als Gesandter Bolognas nach Paris geschickt wurde. Nach seiner Rückkehr wurde zuerst zum Präsidenten der ersten parlamentarischen Versammlung der Cisalpinischen Föderation, auf die Politik der zweiten Versammlung um den Jahreswechsel 1796/97, die die Föderation zur unitarischen Cisalpinische Republik umwandelte, hatte er ebenfalls großen Einfluss.
Als Präsident der Versammlung der Seniori (Oberhaus) der Republik opponierte er Anfang 1798 gegen einen Bündnisvertrag mit dem Napoleonischen Frankreich, was zu seiner Absetzung und kurzzeitigen Verbannung aus dem öffentlichen Leben führte.
Mit der erneuten Besetzung Norditaliens durch Frankreich wurde Aldini rehabilitiert und Mitglied des außerordentlichen Regierenden Rates, 1801 ernannte ihn Napoleon zum Staatsratsvorsitzenden der Italienischen Republik, Aldini wurde aber schon 1803 durch Melzi verdrängt. Als 1805 die Republik zum Königreich Italien umgewandelt wurde, ernannte Napoleon Aldini zum Minister des Inneren. In dieser Funktion war er für die Einführung der modernen napoleonischen Rechts- und Verwaltungsordnung sowie für die Auflösung des Kirchenstaates verantwortlich.
Nach dem Fall Napoleons versuchte Aldini während des Wiener Kongresses die erst 1796 erkämpfte staatliche Unabhängigkeit Bolognas vom Kirchenstaat zu bewahren. Später lebte er zuerst in Mailand, um später wieder als Professor an der Universität Bologna zu lehren.
Antonio Aldini war Bruder des Naturforschers Giovanni Aldini und Neffe von Luigi Galvani.